# 祖生村
祖生村（そおそん）は、かつて山口県玖珂郡に存在した村である。

## 地理
- 東側に高照寺山（祖生の無線）が、北側に南側に氷室岳がそびえる。
- 島田川の源流地域である。

## 歴史
- 1889年（明治22年）4月1日 - 町村制の施行により、近世以来の祖生村が単独で自治体を形成。
- 1955年（昭和30年）4月1日 - 高森町・米川村・川越村と合併して周東町が発足。同日祖生村廃止。